# Amegilla sesquicincta
Amegilla sesquicincta är en biart som först beskrevs av Wilhelm Ferdinand Erichson 1842.  Amegilla sesquicincta ingår i släktet Amegilla och familjen långtungebin. Inga underarter finns listade i Catalogue of Life.